# Liste der Naturdenkmale in Hofbieber
Die Liste der Naturdenkmale in Hofbieber nennt die im Gebiet der Gemeinde Hofbieber im Landkreis Fulda in Hessen gelegenen Naturdenkmale.
| Bild            | Bezeichnung                                                | Ortsteil, Lage                               | Beschreibung | Art   | Nr.      |
| --------------- | ---------------------------------------------------------- | -------------------------------------------- | ------------ | ----- | -------- |
| BW              | Linde am Bildstock                                         | Allmus 50° 35′ 40,9″ N, 9° 49′ 10,2″ O       |              | Linde | 6.31.440 |
| Fotos hochladen | Felsgruppe „Bubenbader Steine“                             | Danzwiesen 50° 32′ 18,5″ N, 9° 54′ 39,8″ O   |              |       | 6.31.441 |
| BW              | „Kohlberger Hohle“                                         | Elters 50° 34′ 53″ N, 9° 53′ 0,1″ O          |              |       | 6.31.442 |
| BW              | 4 Linden beim Heiligenhäuschen                             | Elters 50° 34′ 54″ N, 9° 52′ 53″ O           |              | Linde | 6.31.443 |
| BW              | Hutebuchen am Schweinsberg                                 | Elters 50° 35′ 14,5″ N, 9° 54′ 7,6″ O        |              | Buche | 6.31.444 |
| BW              | Felsgruppe Hauenstein                                      | Kleinsassen 50° 32′ 16,8″ N, 9° 52′ 54,1″ O  |              |       | 6.31.445 |
| BW              | Hutebuchen im Luterfeld                                    | Kleinsassen 50° 33′ 8,9″ N, 9° 53′ 27,6″ O   |              |       | 6.31.446 |
| BW              | Hutebuchen am Schackenberg                                 | Kleinsassen 50° 33′ 53,3″ N, 9° 52′ 35,6″ O  |              | Buche | 6.31.447 |
| BW              | Eiche am Wiedig                                            | Langenbieber 50° 33′ 59,4″ N, 9° 49′ 49″ O   |              | Eiche | 6.31.448 |
| Fotos hochladen | Lindenallee und Teichanlage bei der Fohlenweide (50 Bäume) | Langenbieber 50° 33′ 42,9″ N, 9° 51′ 15,1″ O |              | Linde | 6.31.449 |
| BW              | Linden am Fuldaer Tor                                      | Langenbieber 50° 33′ 43,5″ N, 9° 49′ 54,3″ O |              | Linde | 6.31.450 |
| BW              | Linde an der Hahlingsmühle                                 | Niederbieber 50° 34′ 36,7″ N, 9° 48′ 48,7″ O |              | Linde | 6.31.451 |
| Fotos hochladen | 3 Linden an der Grotte                                     | Schwarzbach 50° 36′ 31,1″ N, 9° 54′ 21,2″ O  |              | Linde | 6.31.453 |
| BW              | Küppelchen mit Eiche                                       | Schwarzbach 50° 36′ 32″ N, 9° 52′ 16,6″ O    |              | Linde | 6.31.454 |

## Belege
1. ↑  
Naturdenkmalliste. (pdf; 866 kB) Anhang zu TOP II.22 der Kreistagssitzung am 07.06.2010. Naturdenkmale im Landkreis Fulda. Der Kreisausschuss Landkreis Fulda, 26. Mai 2010, abgerufen am 24. Januar 2016.

- Karte mit allen Koordinaten:
- OSM |
- WikiMap